# Terenzone
Il Terenzone è un torrente che nasce presso il monte Carmo (1.640 m) e poi sfocia nella Trebbia presso Gorreto (GE) e delimita per metà del suo corso il confine tra la Liguria e l'Emilia-Romagna.